# گئورگی واسیلف (بازیکن فوتبال، زاده ۱۹۴۵)
گئورگی واسیلف (بلغاری: Георги Василев؛ زادهٔ ۹ ژوئن ۱۹۴۵) بازیکن فوتبال اهل بلغارستان بود.
وی همچنین در تیم ملی فوتبال بلغارستان بازی کرده‌است.